# Nangu, Gansu
Nangu (kinesiska: 南古) är en köping i nordvästra Kina. Den ligger i Minle härad i staden Zhangye i provinsen Gansu, omkring 410 kilometer nordväst om provinshuvudstaden Lanzhou. Antalet invånare är 22 583. Befolkningen består av 10 971 kvinnor och 11 612 män. Barn under 15 år utgör 20,0 %, vuxna 15-64 år 72 %, och äldre över 65 år 7,0 %.